# Campeonato de Europa de la clase Snipe
El Campeonato de Europa de la clase Snipe es una competición de vela para embarcaciones de la clase internacional snipe. Se disputa cada dos años desde 1950, cuando se celebró la primera edición en Santa Margherita Ligure (Italia), del 3 al 7 de septiembre. Originalmente se denominaba Campeonato de Europa y África, pero se redujo a Campeonato de Europa cuando no quedaron flotas activas en el continente africano.
La flota del patrón ganador se adjudica el trofeo, y se responsabiliza de la custodia y conservación del mismo, así como de enviarlo debidamente embalado al lugar designado para el siguiente campeonato. El nombre del patrón ganador, el año, el nombre de su flota y el de su país de origen se han de grabar de forma uniforme en el trofeo. El trofeo fue donado por la "Unione Societa Veliche Italiane" (actual Federación Italiana de Vela), y es propiedad de la SCIRA (Snipe Class International Racing Association).
Inicialmente solo podía competir un representante por país, normalmente el campeón nacional. En 1972 se amplió a cuatro barcos por país más otro número variable de barcos dependiendo del número de barcos registrados en ese país, hasta un máximo de doce. En 2012 pasó a ser una competición open.

## Campeones
| Año   | Sede                                          | Patrón                       | Tripulante               | Flota                                         |
| 1950  | Yacht Club Italiano                           | Raymond Martin du Pan        | A. Bestrzynski           | Club Nautique des Faces Pâles                 |
| 1952  | Skovshoved Sejlklub                           | Eric Barfod                  | H. P. Fretheim           | Vestfjordens Seilforening                     |
| 1954  | Cercle de la Voile d'Arcachon                 | Didier Poissant              | G. Bossuet               | Cercle de la Voile du Noroit                  |
| 1956  | Royal North Sea Yacht Club                    | Frank Penman                 | J. Marsden               | Northwich Sailing Club                        |
| 1958  | Port of Plymouth Sailing Association          | Raymond Fragnière            | René Glutz               | Société Nautique de Genève                    |
| 1960  | Landskrona Segelsällskap                      | Raymond Fragnière            | Marcel Kaengel           | Société Nautique de Genève                    |
| 1962  | Real Club Náutico de Palma                    | Viggo Lison Almkvist         | Bobo Almkvist            | Stockholm Snipe Club                          |
| 1964  | Yacht Club Sanremo                            | Nils Monstad                 | Thor Borgen              | Vestfjordens Seilforening                     |
| 1966  | Karlshamns Segelsällskap                      | Antun Grego                  | Simo Nikolić             | Jedriličarski Klub Galeb                      |
| 1968  | Karşıyaka Spor Kulübü                         | Paulo da Silva Santos        | Fernando da Silva        | Clube Desportivo Nun’Alvares                  |
| 1970  | Jedriličarski Klub Galeb                      | Paulo da Silva Santos        | Fernando da Silva        | Clube Desportivo Nun’Alvares                  |
| 1972  | Clube de Vela Atlântico                       | Félix Gancedo                | Rafael Parga             | Real Club Mediterráneo                        |
| 1974  | Hangö Segelförening                           | Félix Gancedo                | Javier Otero             | Real Club Mediterráneo                        |
| 1976  | Société des Régates du Havre                  | Per Brødsted                 | Jan Skotte               | Skanderborg Sejl- & Motorbådsklub             |
| 1978  | Real Club Náutico de Valencia                 | Félix Gancedo                | Carlos Llamas            | Real Club Mediterráneo                        |
| 1980  | Espergærde Sejlklub                           | Flemming Rasmussen           | Keld Schultz             | Espergærde Sejlklub                           |
| 1982  | Società Triestina della Vela                  | Jorge Haenelt                | Laureano Wizner          | Real Club Mediterráneo                        |
| 1984  | Göteborgs Kungliga Segelsällskap              | Jorge Haenelt                | Laureano Wizner          | Real Club Mediterráneo                        |
| 1986  | Real Club de Regatas de Santiago de la Ribera | Fernando Rita                | Antonio Andreu           | Club Marítimo de Mahón                        |
| 1988  | Juelsminde Sejlklub                           | Jorge Haenelt                | Martín Wizner            | Real Club Mediterráneo                        |
| 1990  | Clube de Vela Atlântico                       | Félix Gancedo                | Jesús Vilar              | Real Club Mediterráneo                        |
| 1992  | Gamlakarleby Segelförening                    | Carlos Llamas                | Javier Gutiérrez         | Real Club Mediterráneo                        |
| 1994  | Club Marítimo de Mahón                        | Damián Borrás                | Javier Magro             | Club Marítimo de Mahón                        |
| 1996  | Kolding Sejlklub                              | Kristoffer Spone             | Janett Krefting          | Kongelig Norsk Seilforening                   |
| 1998  | Sport Club do Porto                           | Aureliano Negrín             | David Martín             | Real Club Náutico de Arrecife                 |
| 2000  | Åsgårdstrand Seilforening                     | Birger Jansen                | Liv Ulveie               | Vestfjordens Seilforening                     |
| 2002  | Reale Circolo Canottieri Tevere Remo          | Alexey Krylov                | Evgenyi Ryzhikov         | Bandera de Rusia                              |
| 2004  | Société Nautique de Larmor-Plage              | Francisco Sánchez Ferrer     | Javier Jiménez           | Real Club de Regatas de Santiago de la Ribera |
| 2006  | Segelföreningen i Björneborg                  | Pablo Fresneda Arqueros      | César Travado Rosado     | Real Club Náutico de Roquetas de Mar          |
| 2008  | Real Club Náutico de Gran Canaria             | Gustavo del Castillo         | Felipe Llinares          | Real Club Náutico de Gran Canaria             |
| 2010  | Vestfjordens Seilforening                     | Francisco Sánchez Ferrer     | Marina Sánchez Ferrer    | Real Club de Regatas de Santiago de la Ribera |
| 2012  | Circolo Nautico Cervia "Amici della Vela”     | Raúl de Valenzuela Santaella | Antolín Alejandre de Oña | Club de Mar de Almería                        |
| 2014  | Yacht Club Kamień Pomorski                    | Raúl de Valenzuela Santaella | Antolín Alejandre de Oña | Club de Mar de Almería                        |
| 2016  | Real Club de Regatas de Santiago de la Ribera | Gustavo del Castillo         | Rafael del Castillo      | Real Club Náutico de Gran Canaria             |
| 2018  | Segelföreningen i Björneborg                  | Gustavo del Castillo         | Rafael del Castillo      | Real Club Náutico de Gran Canaria             |
| 2021^ | Jedriličarski klub ˝Split˝                    | Jordi Triay                  | Cristian Vidal Carbonell | Club Marítimo de Mahón                        |
| 2023  | Circolo Vela Gargnano                         | Jordi Triay                  | Enric Noguera Serra      | Club Marítimo de Mahón                        |
| 2025  | Capable Planet Clube Náutico                  |                              |                          |                                               |

^En 2021 el campeonato abierto fue ganado por Ernesto Rodríguez y Kathleen Tocke (USA), pero no eran elegibles para el título.